# Tema de la Hélade
El tema de la Hélade (en griego: θέμα Ἑλλάδος, romanizado: Thema Hellados) fue una provincia civil-militar bizantina (tema) ubicada en Grecia meridional. El tema abarcaba partes de Grecia Central, Tesalia y hasta c. 800, el Peloponeso. Fue establecido a finales del siglo VII y sobrevivió hasta finales del siglo XI o principios del XII, cuando fue dividido en distritos más pequeños.

## Historia

### SiglosVII-VIII
El término «Hellas» se usaba desde el siglo VI para designar al sur de Grecia en un contexto administrativo, siendo empleado en el Synekdemos como un nombre alternativo para la provincia romana de Acaya. A finales del siglo VI y principios del VII, el derrumbe de la frontera en el Danubio significó la invasión y población por eslavos de la península balcánica. Desde 578, las incursiones eslavas llegaban a Tesalia y el sur de Grecia. Sumadas a las largas y sangrientas guerras con Persia en el este y con los ávaros al norte, los eslavos no encontraron casi oposición. Para finales del siglo VI y principios del VII, afectaban más al Peloponeso en el sur y Macedonia en el norte que a Tesalia o Grecia Central, que se encontraban más fortificadas y en manos de la población griega nativa. No obstante, en las primeras décadas del siglo VII los eslavos saquearon Tesalia sin muchas consecuencias, en c.615 las tribus eslavas incluso empleaban monoxyla para lanzar campañas marítimas en las costas de islas, despoblando muchos lugares. Algunos griegos nativos huyeron a ciudades, islas más inaccesibles o a Italia.
La creación del tema data de algún momento entre 687 y 695, durante el primer reinado de emperador Justiniano II (r. 685-695), probablemente como resultado directo de su campaña de 688/689 contra los eslavos. El primer strategos (gobernador militar) de Hellas consta en 695: Leoncio, anteriormente strategos del tema anatólico que había caído en desgracia tras su derrota en la batalla de Sebastópolis y su rebelión contra Justiniano, a quien derrocó. A pesar de que las fuentes contemporáneas no aplican el término "tema" a Hellas hasta después del siglo VIII sino el término strategia (στρατηγία, "generalato"), es casi seguro que fue establecido desde el principio como entidad administrativa controlando las tierras de la antigua provincia de Acaya que habían quedado bajo control imperial. La extensión original del tema es debatida, pero basándose en la (supuesta) extensión del control bizantino, su territorio tiene que haber comprendido la costa oriental del Grecia Central con Euboea y partes de Tesalia, posiblemente incluyendo el Peloponeso oriental así como algunas islas del Egeo como Esciros y Ceos. Se desconoce la capital original, proponiéndose Atenas o Tebas con la última siendo más probable dado que ejercía como tal a principios del siglo X. En la segunda mitad del siglo X, la sede del strategos se trasladó a Larisa.
Dado su carencia de profundidad estratégica, el tema estaba probablemente orientado hacia el mar y comprendía las áreas costeras que la armada bizantina era capaz de controlar. No es hasta el reinado de León III el Isaurio (r. 717-741) que constan operaciones terrestres importantes y no es hasta comienzos del siglo IX que se terminó de restablecer el control imperial en el hinterland. Por ello Justiniano II asentó a varios miles de mardaítas en el tema como guarniciones y tripulaciones para los escuadrones navales locales. El número de tropas terrestres fue menor, sumando quizás 2000 hombres según las estimaciones de Warren Treadgold. La flota de la Hélade jugó un papel importante en la revuelta anti-iconoclasta de 726/7. Durante el curso del siglo VIII, la autoridad imperial fue poco a poco extendiéndose hacia el interior. Los eslavos de la zona fueron cristianizados y sometidos a la autoridad bizantina, a menudo en distritos autónomos bajo sus propios arcontes. Este proceso fue interrumpido, pero no revertido, por otra ola de poblamiento eslavo en c. 746/7 con la llegada de los búlgaros aunque las posesiones imperiales en la zona parecen haber sido poco afectadas y en 766 el emperador Constantino V (r. 741-775) era capaz de llamar a 500 artesanos de "la Hélade y las islas" a Constantinopla, sugiriendo un contacto regular y seguro entre la provincia y la capital imperial. La expedición contra los eslavos del ministro Estauracio en 783 restauró el control imperial una vez más, especialmente en el Peloponeso y Grecia del norte. En Grecia Central y Tesalia la campaña parece haber sido mayoritariamente una demostración de fuerza para fortalecer el prestigio imperial y atemorizar a los nuevos pobladores mientras que en el Peloponeso probablemente implicara lucha real contra los eslavos. A pesar de que estos no fueran completamente sometidos en la campaña, el fortalecimiento gradual de la autoridad imperial finalmente supuso la creación de un tema propio para el Peloponeso sobre el año 800.

### SiglosIX-XII
Durante los siglos IX y X, la Hélade sufrió incursiones sarracenas, especialmente después de la conquista de Creta por los árabes en la década de 820 y el establecimiento del Emirato de Creta. En la década de 880, el emir árabe de Tarso atacó Euripos (Calcis) pero fue derrotado y en 902 los sarracenos bajo el renegado Damián de Tarso saquearon la ciudad portuaria de Demetríade. Diez barcos de la Hélade participaron en el intento fallido de recuperar Creta con el almirante Himerios en 911/2. En 918 y otra vez en 923, el área fue sometida a incursiones búlgaras del zar Simeón que llegaron incluso al Peloponeso y pueden haber destruido Tebas. No obstante, a finales del siglo IX la Hélade y el resto de Grecia muestran una gran prosperidad con acuñación de monedas, fundación de ciudades nuevas y el establecimiento de nuevas industrias (notablemente la industria de la seda en Tebas). La amenaza árabe disminuyó durante el siglo X y prácticamente desapareció con la reconquista bizantina de Creta en 960–961, aunque la amenaza búlgara se mantuvo bajo de Samuel, que ocupó Tesalia en 986 y devastó Grecia Central y el Peloponeso hasta su derrota en la batalla de Esperqueo en 997.
Durante los siglos X y XI, la Hélade fue a menudo gobernada conjuntamente con el Peloponeso bajo un mismo estratego, y cuando la administración civil aumentó en importancia, se añadieron con protonotarioi, pretores y kritai para ambos temas. Tesalia fue transferida al tema de Tesalónica a comienzos del siglo XI —con excepción del valle del Esperqueo —retornando en algún momento del siglo XII. El estratego de la Hélade es todavía mencionado durante el siglo XI y un doux de Tebas y Euripo en la segunda mitad del siglo XII. Para finales del siglo XI, la administración de la Hélade y el Peloponeso recaía en un megaduque, también comandante en jefe de la marina bizantina. Debido la ausencia de este de la provincia, la administración local quedaba en manos del praetor local, una posición típica de funcionarios veteranos y juristas de prestigio como Alejo Aristeno y Nicolás Hagiotheodorites. Aun así proliferaron las jurisdicciones más pequeñas dentro de ambos temas, que finalmente evolucionaron a distritos fiscales más pequeños llamados horia (pl. horion), chartoularata (pl. chartoularaton), y episkepseis (pl. episkepsis) en el siglo XII, mientras los temas de la Hélade y el Peloponeso perdían su sentido como entidades administrativas. Los episkepseis eran grandes feudos destinados a individuos, nobles, iglesias o monasterios. Los horia eran distritos con propósito naval, siendo responsables de proporcionar un determinado número de barcos y tripulantes para la marina. Los chartoularata eran distritos bajo chartoularios y tenían una finalidad similar para el ejército, debiendo proporcionar cada uno determinado número de caballos y otros animales y servir como puntos logísticos similares a los antiguos metata y aplekta. Estos últimos parecen corresponder con zonas de población eslava mientras que los horia solo constan en Grecia, y parecen haber tenido su centro en Larisa, Tebas y Euripo, Atenas, Corinto y Patrás.
El siglo XI fue en gran parte un periodo de paz para Grecia, interrumpido solo por incursiones durante la revuelta de Pedro Delyan (1040–1041), una invasión de los uzes, una tribu túrquica, en 1064, y los fallidos ataques normandos a Tesalia en 1082–1083. Las repúblicas marítimas italianas, destacando la República de Venecia, empezaron a establecer su presencia en la región hacia el final del siglo en lo que fue el principio de su superioridad comercial y de su hegemonía en la economía bizantina. En el periodo posterior a la fracasada invasión normanda, Alejo I concedió los primeros privilegios comerciales a los venecianos, otorgándoles exenciones de impuestos y el derecho de establecer colonias comerciales en ciudades de la Hélade como Euripo, Tebas y Atenas. Sus sucesores trataron de reducir estos privilegios con variado éxito —y causando el saqueo veneciano de Euripo en 1171 como represalia— pero en 1198 Alejos III Ángelo (r. 1195-1203) se vio forzado a otorgar concesiones mayores, permitiendo a los venecianos crear colonias comerciales en casi todas las ciudades costeras.
En 1148, los normandos de Roger II de Sicilia saquearon Tebas, llevando a sus trabajadores de la seda a Palermo. La industria de la seda local sobrevivió, aun así, y fue revivida, en parte si no mayoritariamente con trabajadores judíos como atestigua Benjamín de Tudela en su visita en 1165. Tanto Benjamín y como el geógrafo árabe al-Idrisi describen la Grecia de mediados del siglo XII como densamente poblada y próspera, mientras que Benjamín menciona la presencia de comunidades judías en Tebas, Krisa, Euripo, Ravenica y Zetouni (Lamia). La situación empezó a cambiar hacia finales del reinado de Manuel I Comneno (r. 1143-1180), cuyas costosas aventuras militares supusieron un incremento de los impuestos. Sumados la corrupción y el comportamiento autocrático de los funcionarios, artesanos y el campesinado se empobrecieron como lamentaba el metropolitano de Atenas, Miguel Coniates. Este declive paró bajo Andrónico I Comneno (r. 1182-1185), que envió a la provincia al capaz Nicéforo Prosouch como praetor, pero continuó tras la caída de Andrónico.
Al llegar el siglo XIII, las tendencias centrífugas en el estado bizantino se volvieron más pronunciadas. En el Peloponeso noroccidental, León Esguro, gobernante de Nauplia que había tomado Argos y Corinto lanzó incursiones sobre el Ática. Aprovechando la debilidad imperial por la Cuarta Cruzada, en 1204 capturó Atenas, antes de tomar Beocia y Tesalia sin lucha. Como señor de un territorio cuasi independiente en Grecia Oriental, intentó legitimar su autoridad casándose con la hija del depuesto Alejo III Ángelo en Larissa. Tras el saco de Constantinopla por los Cruzados en abril de 1204 la situación cambió: ese mismo otoño, Bonifacio de Montferrato dirigió un ejército cruzado a Grecia. León Esguro intentó enfrentarlos en las Termópilas, pero sus soldados huyeron a sus fortalezas en el Peloponeso donde resistieron unos años. Bonifacio dividió las tierras conquistadas entre sus seguidores formando los estados latinos del ducado de Atenas, el marquisado de Bodonitsa, el señorío de Salona y la Triarquía de Negroponte.